# Jevgenia Rodina
Jevgenia Sergejevna Rodina (Russisch: Евгения Сергеевна Родина) (Moskou, 4 februari 1989) is een tennisspeelster uit Rusland. Rodina begon met tennis toen zij zeven jaar oud was. Op vijftienjarige leeftijd trad zij toe tot het proftennis. Haar favoriete ondergrond is hardcourt. Zij speelt rechtshandig en heeft een tweehandige backhand. Zij is gehuwd met haar coach, Denis Shteyngart.

## Loopbaan

### Enkelspel
Rodina debuteerde in 2004 op het ITF-toernooi van Moskou (Rusland). Zij stond in 2005 voor het eerst in een finale, op het ITF-toernooi van Dubrovnik (Kroatië) – zij verloor van de Servische Vanja Ćorović. In 2006 veroverde Rodina haar eerste titel, op het ITF-toernooi van Moskou (Rusland), door de Russin Jekaterina Makarova te verslaan.
Tot op heden(mei 2019) won zij dertien ITF-titels, de meest recente in 2016 in Ilkley (Engeland).
In 2005 speelde Rodina voor het eerst op een WTA-hoofdtoernooi, op het toernooi van Tasjkent. Zij bereikte er de kwartfinale. Tot aan november 2016 was haar beste resultaat op de WTA-toernooien: het bereiken van de halve finale, eenmaal op het toernooi van Tasjkent in 2010, en nog een keer op het toernooi van Memphis in 2011. Zij stond in 2016 voor het eerst in een WTA-finale, op het toernooi van Taipei – hier veroverde zij haar eerste titel, door de Taiwanese Chang Kai-chen te verslaan.
Haar beste resultaat op de grandslamtoernooien is het bereiken van de vierde ronde, op Wimbledon in 2018. Haar hoogste notering op de WTA-ranglijst is de 67e plaats, die zij bereikte in mei 2019.

### Dubbelspel
Rodina was in het dubbelspel minder actief dan in het enkelspel. Zij debuteerde in 2005 op het ITF-toernooi van Dubrovnik (Kroatië) samen met de Oekraïense Natalia Bogdanova. Hier veroverde zij haar eerste titel, door het Sloveense duo Tina Obrez en Meta Sevšek te verslaan. Tot op heden(mei 2019) won zij zes ITF-titels, de meest recente in 2013 in Kazan (Rusland).
In 2007 speelde Rodina voor het eerst op een WTA-hoofdtoernooi, op het toernooi van Tasjkent, samen met de Kazachse Galina Voskobojeva. Zij waren het derde reekshoofd en bereikten de tweede ronde – wegens een schouderblessure van Voskobojeva moesten zij verstek laten gaan. Lange tijd wist Rodina niet door te stoten naar een WTA-finale – wel reikte ze enkele keren tot de halve finale: eerst op het toernooi van Memphis in 2008, samen met de Amerikaanse Varvara Lepchenko, plus nog tweemaal een halve finale samen met de Poolse Urszula Radwańska: een op het toernooi van Tasjkent in 2011 en nog een op het toernooi van Moskou in 2011. In 2016 stond zij voor het eerst in een finale, op het toernooi van Gstaad, samen met de Duitse Annika Beck – zij verloren van Lara Arruabarrena en Xenia Knoll. In 2019 veroverde Rodina haar eerste WTA-titel, op het toernooi van Indian Wells 125K, samen met de Tsjechische Kristýna Plíšková, door het koppel Taylor Townsend en Yanina Wickmayer te verslaan.
Haar beste resultaat op de grandslamtoernooien is het bereiken van de tweede ronde. Haar hoogste notering op de WTA-ranglijst is de 99e plaats, die zij bereikte in oktober 2011.

## Posities op deWTA-ranglijst
Positie per einde seizoen:
| jaar | rang enkelspel | rang dubbelspel |
| ---- | -------------- | --------------- |
| 2004 | 1138           | –               |
| 2005 | 323            | 578             |
| 2006 | 233            | 218             |
| 2007 | 133            | 160             |
| 2008 | 133            | 171             |
| 2009 | 113            | 342             |
| 2010 | 103            | 212             |
| 2011 | 93             | 102             |
| 2012 | 343            | 744             |
| 2013 | 468            | 477             |
| 2014 | 152            | 157             |
| 2015 | 84             | 131             |
| 2016 | 104            | 155             |
| 2017 | 83             | 249             |
| 2018 | 88             | 182             |

## Palmares
| Legenda                 |
| ----------------------- |
| Grandslamtoernooi       |
| Olympische Spelen       |
| Year-End Championships  |
| Premier Mandatory       |
| Premier Five / WTA 1000 |
| Premier / WTA 500       |
| International / WTA 250 |
| Challenger / WTA 125    |

### WTA-finaleplaatsen enkelspel
| nr.              | finale     | toernooi    | ondergrond    | tegenstandster          | score    |         |
| ---------------- | ---------- | ----------- | ------------- | ----------------------- | -------- | ------- |
| gewonnen finales |            |             |               |                         |          |         |
| 1.               | 2016-11-20 | WTA Taipei  | tapijt (i)    | Chang Kai-chen          | 6-4, 6-3 | details |
| verloren finales |            |             |               |                         |          |         |
| 1.               | 2018-11-11 | WTA Limoges | hardcourt (i) | Jekaterina Aleksandrova | 2-6, 2-6 | details |

### WTA-finaleplaatsen vrouwendubbelspel
| nr.              | finale     | toernooi              | ondergrond | partner           | tegenstandsters                  | score            |         |
| ---------------- | ---------- | --------------------- | ---------- | ----------------- | -------------------------------- | ---------------- | ------- |
| gewonnen finales |            |                       |            |                   |                                  |                  |         |
| 1.               | 2019-03-02 | WTA Indian Wells 125K | hardcourt  | Kristýna Plíšková | Taylor Townsend Yanina Wickmayer | 7-6, 6-4         | details |
| verloren finales |            |                       |            |                   |                                  |                  |         |
| 1.               | 2016-07-17 | WTA Gstaad            | gravel     | Annika Beck       | Lara Arruabarrena Xenia Knoll    | 1-6, 6-3, [8-10] | details |

### Gewonnen ITF-toernooien enkelspel
| nr. | finale     | toernooi         | dotatie | tegenstandster in finale    | score         |
| --- | ---------- | ---------------- | ------- | --------------------------- | ------------- |
| 1.  | 2006-08-26 | Moskou           | $25.000 | Jekaterina Makarova         | 7-6, 6-3      |
| 2.  | 2006-11-05 | Minsk            | $25.000 | Anastasija Pavljoetsjenkova | 6-4, 6-3      |
| 3.  | 2007-10-28 | Podolsk          | $25.000 | Anna Lapoesjtsjenkova       | 6-1, 6-3      |
| 4.  | 2007-11-11 | Minsk            | $25.000 | Sorana Cîrstea              | 7-1, 6-1      |
| 5.  | 2009-04-05 | Chanty-Mansiejsk | $50.000 | Anna Lapoesjtsjenkova       | 7-3, 6-2      |
| 6.  | 2009-11-22 | Bratislava       | $50.000 | Renata Voráčová             | 6-4, 6-2      |
| 7.  | 2010-08-08 | Astana           | $50.000 | Katsjarina Dzehalevitsj     | 4-6, 6-1, 6-4 |
| 8.  | 2014-07-06 | Middelburg       | $25.000 | Angelique van der Meet      | 7-5, 7-5      |
| 9.  | 2014-09-06 | Moskou           | $25.000 | Xenia Knoll                 | 7-6, 6-1      |
| 10. | 2014-09-21 | Dobritsj         | $25.000 | Andreea Mitu                | 3-6, 7-5, 6-3 |
| 11. | 2014-11-09 | Sharm-el-Sheikh  | $25.000 | Laura Siegemund             | 6-2, 6-2      |
| 12. | 2014-11-16 | Sharm-el-Sheikh  | $25.000 | Laura Siegemund             | 5-7, 6-3, 6-2 |
| 13. | 2016-06-19 | Ilkley           | $50.000 | Rebecca Šramková            | 6-4, 6-4      |

### Gewonnen ITF-toernooien dubbelspel
| nr. | finale     | toernooi  | dotatie | partner                     | tegenstandsters in finale                 | score            |
| --- | ---------- | --------- | ------- | --------------------------- | ----------------------------------------- | ---------------- |
| 1.  | 2005-05-07 | Dubrovnik | $10.000 | Natalia Bogdanova           | Tina Obrez Meta Sevšek                    | 4-6, 6-4, 6-4    |
| 2.  | 2006-10-29 | Podolsk   | $25.000 | Anastasija Pavljoetsjenkova | Vasilisa Davydova Katsjarina Dzehalevitsj | 6-1, 6-2         |
| 3.  | 2007-04-01 | Moskou    | $25.000 | Alisa Klejbanova            | Katsjarina Dzehalevitsj Arina Rodionova   | 7-6, 6-0         |
| 4.  | 2007-04-15 | Biarritz  | $25.000 | Yevgenia Savransky          | Jekaterina Ivanova Iryna Koerjanovitsj    | 2-6, 6-1, 6-3    |
| 5.  | 2007-04-28 | Torrent   | $50.000 | Jekaterina Ivanova          | Marta Marrero Carla Suárez Navarro        | 7-6, 3-6, 6-2    |
| 6.  | 2013-08-18 | Kazan     | $50.000 | Veronika Koedermetova       | Aleksandra Artamonova Martina Borecká     | 5-7, 6-0, [10-8] |

## Resultaten grandslamtoernooien
| Legenda | Legenda                          |
| ------- | -------------------------------- |
| g.t.    | geen toernooi gehouden           |
| l.c.    | lagere categorie                 |
| –       | niet deelgenomen                 |
| G       | uitgeschakeld in de groepsfase   |
| 1R      | uitgeschakeld in de eerste ronde |
| 2R      | uitgeschakeld in de tweede ronde |
| 3R      | uitgeschakeld in de derde ronde  |
| 4R      | uitgeschakeld in de vierde ronde |
| KF      | uitgeschakeld in de kwartfinale  |
| HF      | uitgeschakeld in de halve finale |
| F       | de finale verloren               |
| W       | het toernooi gewonnen            |
| w-v     | winst/verlies-balans             |

### Enkelspel
| Australian Open | –  | 1R | 2R | 1R | 1R | 1R | 1R | –  | 1R |
| Roland Garros   | 1R | –  | 1R | –  | 1R | –  | 1R | –  |    |
| Wimbledon       | 3R | –  | 2R | –  | 2R | 2R | 1R | 4R |    |
| US Open         | 1R | –  | 1R | –  | 2R | 2R | 2R | 1R |    |

### Vrouwendubbelspel
| Australian Open | –  | –  | –  | –  | 1R |
| Roland Garros   | –  | –  | –  | 1R |    |
| Wimbledon       | –  | 2R | 1R | 1R |    |
| US Open         | 2R | –  | –  | –  |    |